# Medalja v službi miru
Medalja v službi miru je namenjena pripadnikom Slovenske vojske, ki sodelujejo v misijah OZN ali Nata, za vzpostavitev in ohranjanje miru ali za sodelovanje v humanitarnih operacijah. Odlikovanje je opredeljeno v Pravilniku o priznanjih Ministrstva za obrambo.
Medalja se podeli pripadnikom, ki so preživeli najmanj 30 dni v misiji; razen ranjenim oz. padlim, ki se lahko prej.

## Stopnje
Medalja nima različnih stopenj; je enotna, toda za vsako misija se doda ploščica z imenom misije oz. operacije.

## Opis
Medalja je okrogla, iz srebra in srebrno patinirane barve. Na sprednji strani ima podobo zemeljske oble, ki jo obkroža venec lipovih listov. Na vrhi je sklenjena z državnim grbom Republike Slovenije. Na zadnji strani medalje je zgoraj polkrožno napis V SLUŽBI MIRU, na sredini je prostor za vgraviranje prve črke imena, celotnega priimka prejemnika medalje in letnice podelitve. Medalja visi na traku bele barve, na sredini ima modro progo.

## Nosilci
- seznam nosilcev medalje v službi miru